# Żupnik
Żupnik (łac. zupparius salis) – w polskim górnictwie solnym i kruszcowym w XIII–XVIII w. urzędnik zarządzający rejonem górniczym w imieniu posiadacza zwierzchnich praw do górnictwa (regalia), również dzierżawca kopalni . Namiestnik żupnika był nazywany podżupnikiem lub podżupkiem; mógł on sprawować dozór bezpośredni nad żupami.
Urząd miał charakter czasowy, związany był z obowiązkami gospodarczymi i finansowymi. Urzędnik zarządzał królewskimi przedsiębiorstwami solnymi (żupami) oraz warzelniami soli. W przypadku górnictwa kruszców administrował terenem górniczym. Żupnicy działali zgodnie z prawem górniczym wprowadzonym przez Kazimierza Wielkiego w 1368. Urzędników mianował król, który jako jedyny miał prawo ich sądzić. Pierwszym żupnikiem żupy krakowskiej został w 1368 żydowski bankier Lewko.
Do obowiązków żupnika należało zarządzanie finansami kopalń, w tym opłacanie górników. Ponadto odpowiadał za zbyt kopalin, z których najważniejszą była sól (na którą monopol miało państwo). Aby założyć kopalnię, czy rozpocząć wydobycie z nowego szybu żupnik musiał uzyskać przywilej od króla.
W XVII wieku sejm podejmował uchwały dotyczące takich szczegółów działalności żupnika jak sposób dystrybucji soli, miejsce jej magazynowania, czy komu może ją sprzedawać.
Urząd nie był znaczący ze względu na niewielką liczbę kopalń na terenie Polski. Działało wówczas wydobycie soli w Wieliczce i  Bochni oraz kopalnie kruszców w Zagłębiu Staropolskim, Olkuszu i kluczu sławkowskim.